# IPv6至IPv6网络前缀翻译

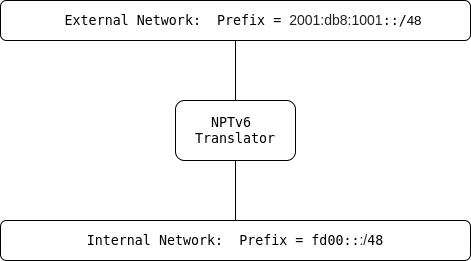
NPTv6 轉換器互連兩個網絡鏈路，其中之一是“內部”網絡，其中之一是“外部”網絡。

IPv6至IPv6网络前缀翻译（英語：IPv6-to-IPv6 Network Prefix Translation，简称NPTv6）是用于IPv6的一个实验性规范，目的是通过类似于 IPv4 中的网络地址转换（NAT）机制在网络边缘实现地址独立性。相比传统IPv4 NAT，它有更少的架构问题，例如它是无状态协议，并保留了内网主机的可路由性，使得端到端原则的能力不受损失。但该方法无法正确翻译存在嵌入IPv6地址的协议（例如IPsec可能会受到影响），以及需要更复杂的DNS设置（水平分割DNS）。
IPv6至IPv6网络前缀翻译的一个用法是小型网络的多宿主机制；这也可用DHCPv6实现。
NPTv6 与 NAT66 不同的地方在于前者是无状态的，后者是有状态的。由于 NPTv6 的无状态本质，其无法实现一对多的地址转换，但是可扩展性优于 NAT66 且保留了可路由性。